# Iago Beceiro Pereiro
Iago Beceiro Pereiro (La Coruña, 15 de marzo de 1993) es un futbolista español que juega en la posición de delantero en el UMECIT FC  de la Primera División de Panamá.

## Biografía
Debutó con el primer equipo del Deportivo de La Coruña en enero de 2011 en un partido de Copa del Rey contra la U.D. Almería. El 6 de noviembre de 2012 se anunció que rescindía su contrato con el Deportivo de La Coruña y firmaba por el FC Karpaty Lviv de Ucrania. En abril de 2013 firmó por el Verín CF, de la Preferente Autonómica de Galicia, hasta final de temporada y continuó en el equipo hasta el 21 de enero de 2016, día en el que fue fichado por la S.D. Ponferradina de la Segunda División de España que a su vez lo cedió inmediatamente al Atlético Astorga F.C. de la Segunda División B de España con el objetivo de que los maragatos logren salvar la categoría a final de temporada.

## Selección nacional
| Selección                     | Categoría | País   | Año  |
| ----------------------------- | --------- | ------ | ---- |
| Selección de fútbol de España | Sub-17    | España | 2009 |

## Clubes
| Club                | País    | Año           |
| ------------------- | ------- | ------------- |
| Deportivo B         | España  | 2011-2012     |
| Karpaty Lviv        | Ucrania | 2012-2013     |
| Dynamo Kiev II      | Ucrania | 2013          |
| Verín C. F.         | España  | 2013          |
| Deportivo B         | España  | 2013-2014     |
| Caudal Deportivo    | España  | 2014          |
| Verín C. F.         | España  | 2014-2016     |
| SD Ponferradina     | España  | 2016          |
| Atlético Astorga    | España  | 2016          |
| SD Ponferradina     | España  | 2016          |
| CDA Navalcarnero    | España  | 2016-2017     |
| CD Barco            | España  | 2017          |
| Arosa SC            | España  | 2017-2018     |
| Ourense CF          | España  | 2018-2019     |
| CD Tropezón         | España  | 2019-2020     |
| SD Formentera       | España  | 2020-2021     |
| CD Laredo           | España  | 2021-2022     |
| UD Alzira           | España  | 2023          |
| Bergantiños FC      | España  | 2023          |
| ASD ReggioRavagnese | Italia  | 2023          |
| UMECIT FC           | Panama  | 2024-presente |